# 呉依銘
呉 依銘（ご いめい、吴依铭、2006年11月22日 - ）は、中国の囲碁棋士。江蘇省無錫市出身、中国囲棋協会所属、六段。中国・天台山体彩杯全国女子囲棋公開戦準優勝、湖盤杯ソウル新聞世界女子囲碁覇王戦5人抜きなど。

## 経歴
4歳の時に幼稚園の先生に勧められて無錫の囲碁クラブに通い始め、それまでダンスと絵が好きだったが、囲碁に熱中するようになる。7歳の時、華学明と対局し、国家囲棋隊コーチの兪斌に認められる。2014年に中国棋院杭州分院に所属。2016年、2017年、全国少年児童戦女子児童組優勝。国際アマチュア・ペア碁選手権大会3位（趙邦橋とペア）。
2017年に全国運動会に出場し、アマチュア女子個人戦5位、江蘇チームはアマチュア団体戦で優勝する。
2018年11歳で入段。
2019年、女子甲級リーグに史上最年少の12歳で出場、仲邑菫との日中女子囲碁超新星招待戦で2-0で勝利、二段。
2020年、中日韓聶衛平杯囲碁マスターズ出場。2021年三段。
2022年、湖盤杯で5人抜き達成、これにより四段昇段、天台山体彩杯戦で準優勝。
2023年五段、全国個人戦3位、アジア競技大会女子団体戦で優勝、全国智力運動会女子団体戦で浙江省チームで出場して優勝。
2024年韓中日天才少女三国志に出場し準優勝、馬橋杯新人王戦ベスト8、六段。
2024年丙級リーグ出場。中国囲碁棋士ランキングでは、2023年118位、2024年5月88位。

### 主な棋歴
国際棋戦
- 日中女子囲碁超新星招待戦 2019年 2-0 仲邑菫
- 中日韓聶衛平杯囲碁マスターズ 2020年 1-1（○上野梨紗、×鄭有珍）
- 湖盤杯ソウル新聞世界女子囲碁覇王戦 2022年 5-1（○仲邑菫、○李瑟珠、○鈴木歩、○許瑞玹、○謝依旻、×金彩瑛）
- 韓中日天才少女三国志 2023年準優勝（○仲邑菫、×金恩持）
- ペア碁俊英ドリームマッチ 2019年 呉依銘・胡子豪 - 仲邑菫・福岡航太朗
- 2022年アジア競技大会の囲碁競技 2023年女子団体戦優勝

国内棋戦
- 中国・天台山体彩杯全国女子囲棋公開戦 2022年準優勝
- 全国囲棋個人戦女子部 2023年3位
- 全国智力運動会 2023年女子団体戦優勝（浙江チーム）
- 中国女子囲棋甲級リーグ戦
  - 2019年（杭州雲林決破）2-12
  - 2020年（杭州雲林決破）8-7
  - 2021年（杭州雲林決破）7-10
  - 2023年（杭州智運学校）10-7
  - 2024年（杭州智運学校）
- 全国囲棋選手権戦（丙級）
  - 2024年（杭州智力文化）2-5

## 注
1. ↑  “10岁全运会最小围棋手吴依铭 帮父亲圆了全运梦”. 中国体育报 (2017年7月20日). 2023年12月8日時点のオリジナルよりアーカイブ。2023年12月8日閲覧。
2. ↑  “11岁定段成功 她是国内最小的女子职业围棋手”. 浙江在线 (2014年9月19日). 2023年11月25日時点のオリジナルよりアーカイブ。2023年11月25日閲覧。
3. ↑  王小岳 (2019年6月3日). “女子围棋甲级联赛12岁小将吴依铭赢首胜”. 中国体育报:  p. 06.  オリジナルの2023年12月9日時点におけるアーカイブ。 2023年12月9日閲覧。
4. ↑  “世界女子围棋争霸战吴依铭豪取五连胜”. 新华网 (2022年5月27日). 2023年11月15日時点のオリジナルよりアーカイブ。2023年11月15日閲覧。
5. ↑  “北海新绎杯预选收官 陆敏全吴依铭获女子组出线权”. 新浪体育 (2024年5月17日). 2024年6月1日時点のオリジナルよりアーカイブ。2024年6月2日閲覧。